# Nowy Dwór Gdański
Nowy Dwór Gdański (německy Tiegenhof, kašubsky Nowi Dwór) je okresní město v Polsku v Pomořském vojvodství v okrese Nowy Dwór Gdański. Leží v Žulawách, přibližně 15 km jižně od břehů Baltského moře, 12 km jihovýchodně od Viselského zálivu, 20 km severozápadně od Elblągu, 20 km severně od Malborku, 35 km jihovýchodně od centra Gdaňsku. V roce 2023 zde žilo přibližně 9 499 obyvatel.

## Památky
- Neogotický kostel Proměnění Páně z roku 1851
- Żuławský dům kultury[2]